# 阜姆共产党
阜姆共产党（意大利语：Partito Comunista di Fiume）是1920年－1924年存在的阜姆自由邦（包括现在的克罗地亚城市里耶卡及其以北的乡村地区）的一个共产主义政党。1921年11月，阜姆社会党加入共产国际并重组为阜姆共产党。有记载的该党的最后一次活动的日期是1923年11月9日，当时该党宣布反对意大利吞并阜姆。该党是当时世界上最小的共产党。